# NGC 5730
NGC 5730 ist eine 14,0 mag helle irreguläre Galaxie vom Hubble-Typ Im im Sternbild Bärenhüter und ist 118 Millionen Lichtjahre von der Milchstraße entfernt. Sie bildet zusammen mit NGC 5731 ein gravitationell gebundene und wechselwirkende Doppelgalaxie und wurde zusammen mit dieser am 9. April 1787 von Wilhelm Herschel mit einem 18,7-Zoll-Spiegelteleskop entdeckt, der sie dabei mit „Two. Both vF, vS, E in different directions, 2 or 3′ distant in parallel, each south of a small star“ beschrieb.